# Leopold Vilém Voračický z Paběnic
Leopold či Lipolt Vilém Voračický z Paběnic (německy Leopold Wilhelm Woracziczky von Babienitz, 1646 – 1702) byl český šlechtic z rodu Voračických z Paběnic.

## Život
Narodil se jako třetí syn Jana Ilburka a jedné z jeho manželek – Lidmily Veroniky Leskovcové z Leskovce († 9. února 1659), nebo Magdaleny Kořenské. Měl dva bratry Kryštofa Karla a Augustina Norberta.
Leopold Vilém a jeho bratři byli 4. listopadu 1700 císařským diplomem povýšeni do stavu svobodných pánů. Své panství Myslov odkázal synovci Karlu Josefovi, nejstaršímu synovi svého bratra Kryštofa Karla.

## Rodina
Lipolt Vilém byl dvakrát ženat, poprvé s Kateřina Menšíkovou z Menšteina, která zemřela roku 1695. Podruhé se oženil s Marií Voršilou z Ecku. Měl dva syny:
- Leopold František (* 1673) držel statek Myskovice, roku 1699 se oženil s Eleonorou Renatou de Lasaga ovdovělou paní z Talmberka, která po zesnulém choti držela Prčici, Smilkov, Chotětice a Černovice.
- Jan Kryštof Ignác (2. března 1675, Tábor - 6. března 1723, Praha) jezuita, profesor filosofie a teologie v Praze a rektor koleje u sv. Ignáce.